# Guy Beckers

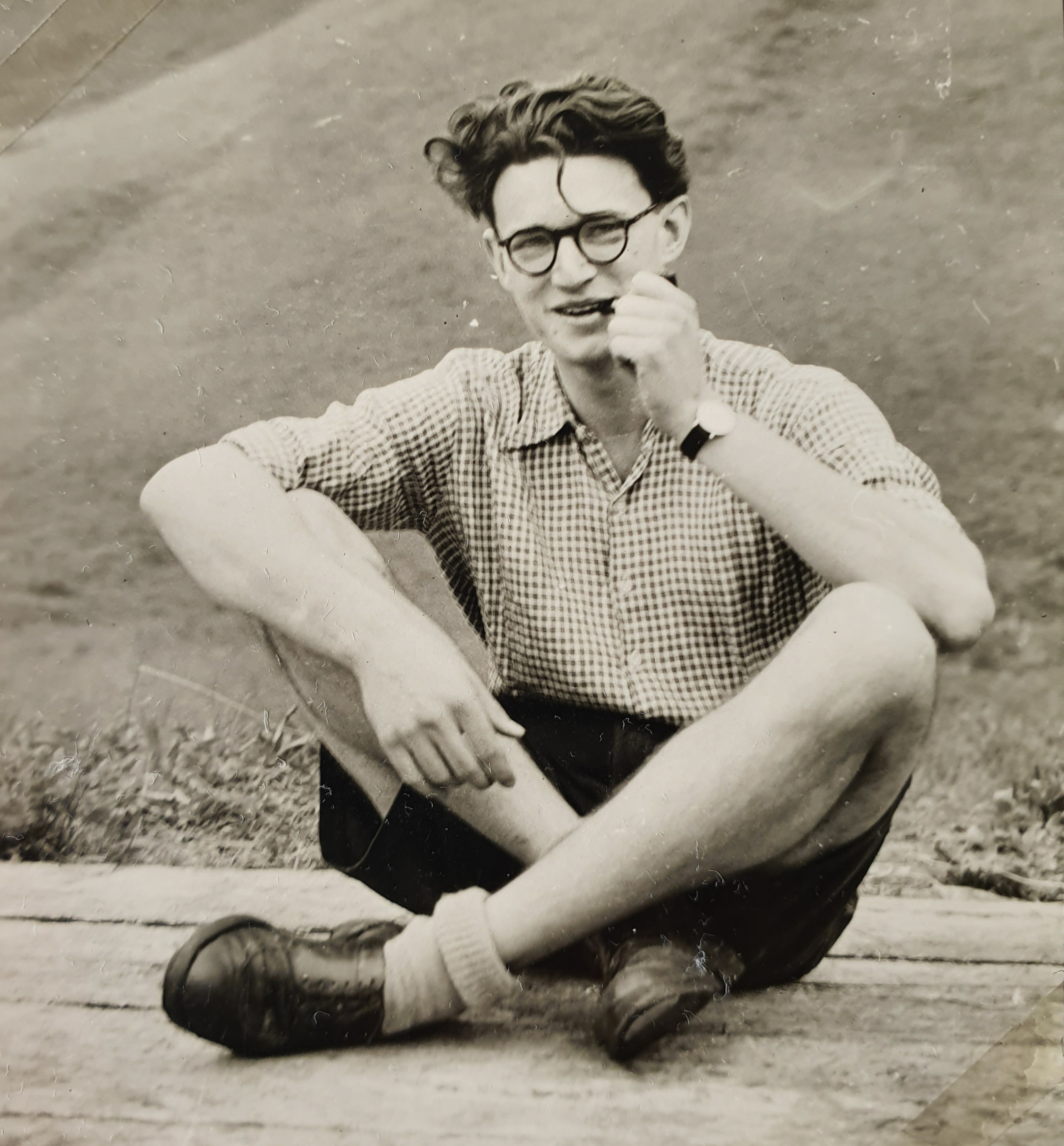
Guy Beckers

Guy Paul André ridder Beckers (Sint-Gillis, 25 juli 1924 - 4 juli 2020) was een Belgisch bedrijfsleider en bestuurder. Hij was gedelegeerd bestuurder en voorzitter van de raad van bestuur van de Delhaize Groep.

## Biografie
Guy Beckers studeerde af als handelsingenieur. Tijdens de Tweede Wereldoorlog was hij oorlogsvrijwilliger en verzetsstrijder. In 1948 huwde hij met Denise Vieujant (1929-2018) wiens grootvader de zwager van de gebroeders Delhaize en medeoprichter van supermarktketen Delhaize was. Ze kregen zes kinderen, waaronder Pierre-Olivier Beckers-Vieujant, directievoorzitter van de Delhaize Groep en voorzitter van het Belgisch Olympisch en Interfederaal Comité.
Hij ging aan de slag bij het familiebedrijf dat tot een multinational uitgroeide. Hij werd in 1968 lid van het directiecomité en volgde in 1970 Jean de Cooman d'Herlinckhove op als gedelegeerd bestuurder. Gui de Vaucleroy volgde hem in 1990 in deze functie op. In 1962 werd hij lid van de raad van bestuur en van 1990 tot 1995 was hij hier voorzitter van.
Beckers was tevens voorzitter van Generali België en bekleedde bestuursfuncties bij de Association belge des entreprises d'alimentation à succursales, het Verbond van Ondernemingen te Brussel, de European Multiple Retailers' Association en het Verbond van Belgische Ondernemingen. Ook was hij bestuurder van Fabricom en de Bank van Parijs en de Nederlanden.
Ter nagedachtenis aan hun zoon Claude Beckers (1952-1977) richtte het echtpaar Beckers-Vieujant de Fondation Claude Beckers op, die tot doel heeft kinderen in nood te helpen. Claude Beckers was piloot-sergeant op de vliegbasis Brustem en stierf na een ongeval dat plaatsvond in de buurt van Hannuit.
In 1996 werd Beckers opgenomen in de erfelijke adel met de persoonlijke titel van ridder. Zijn wapenspreuk luidt Cum Deo ad homines.